# 吉尔吉斯斯坦人权
吉尔吉斯斯坦宪法规定吉尔吉斯斯坦共和国为民主共和制的国家，吉尔吉斯斯坦自1991年苏联解体后进行了许多民主化的尝试，然而该国的人权状况仍然欠佳，一些传统文化的陋习(搶親)、部落/民族矛盾、宗教冲突、政治腐败问题一直困扰该国脆弱的民主制度。尽管如此吉尔吉斯斯坦的人权状况在中亚地区仍然是表现最好的国家。在2005年的郁金香革命后，新政府改善了该国的民主制度，然而一些特定人群如LGBT被政府重点监视。相比中亚地区绝大多数国家为独裁政权，吉尔吉斯斯坦的的民主化完成情况较为良好，民主指数和新闻自由指数一直以来在中上水准。